# الدوري العماني 2001–02
دوري المحترفين العماني 2001–02 هو موسم من دوري المحترفين العماني. فاز فيه نادي العروبة.